# Berdejo
Berdejo è un comune spagnolo di 53 abitanti situato nella comunità autonoma dell'Aragona.